# Седак, Игорь Никитович
И́горь Ники́тович Се́дак (3 октября 1923, Полтава — 12 января 2009, Киев) — советский и украинский архитектор. Заслуженный архитектор УССР (1977). Академик Академии искусств Украины (2004). Лауреат Государственной премии СССР в области архитектуры (1978).

## Биография
Родился 3 октября 1923 года в Полтаве.
Игорь Седак руководил Союзом архитекторов в течение 15 лет.
Умер 12 января 2009 года в Киеве.

## Публикации
Автор более 150 научных публикаций по архитектурным темам.
- Дом для хлебороба[1].